# Marino da Norcia
Marino Reguardati, noto come Marino da Norcia (Norcia, ... – 1450), è stato un condottiero e politico italiano, viceduca di Bari e senatore di Roma.

## Biografia
Figlio di Biagio Reguardati e fratello di Benedetto, Pietro e tre sorelle, apparteneva ad una famiglia di vecchia nobiltà comitale e senatoriale, discendente dalla gens Claudia. Sposò una dama della casata dei Carafa, figlia di Giovannello Carafa e Mariella Mariscalco. Avviato alla carriera militare, militò prima nella compagnia di ventura angioina di Jacopo Caldora e poi in quella del figlio Antonio, schierandosi contro gli Aragonesi, pretendenti al trono del Regno di Napoli.
Nel 1438 si ritrovò a Bitonto, dove mise in fuga il condottiero Giovanni Maria Vitelleschi e convinse alcune truppe dello Stato Pontificio a passare dalla parte di Jacopo Caldora: questi, essendo duca di Bari, per ricompensare la sua fedeltà lo nominò suo vice nel governo del feudo. L'anno seguente, a seguito di varie vicende, consegnò i feudi di Bari, Acquaviva delle Fonti, Capurso, Cassano Murge, Conversano, Gioia del Colle, Martina Franca, Noci, Nola, Rutigliano e Turi ad Alfonso V d'Aragona, il quale in questo modo tentava di poter limitare i tradimenti di Antonio Caldora, che era passato dalla sua parte.
Nel 1442 passò al servizio della Repubblica di Firenze, dove ricoprì l'incarico di capitano del popolo, nel 1443 fu senatore di Roma, poi nel 1444 fu podestà della Repubblica di Siena, ed infine nel 1445 passò al servizio dello Stato Pontificio di papa Eugenio IV, che lo rese governatore di Città di Castello e podestà di Foligno. L'anno seguente fu fatto partecipare dal pontefice ad una campagna militare in Corsica, dove si impadronì dei feudi di Corte, Bastia, Brando, Cinarca, Baricini, Bozi, Orese, Ornano ed Istria. Morto il pontefice nel 1447, preso dall'ambizione, tentò di instaurare un regime dittatoriale su gran parte dell'isola, ma la popolazione, guidata da un certo Raffaello da Leca, con varie rivolte riuscì a sottrargli i feudi che aveva conquistato e a costringerlo a ritornare in Italia.
Marino Reguardati morì nel 1450.